# Église Saint-Étienne de Montcourt-Fromonville
L’église Saint-Étienne est un édifice religieux catholique situé à Montcourt-Fromonville, en France. Il est inscrit aux monuments historiques depuis 1926.

## Situation et accès
L’édifice est accessible par la rue du Loing, au sud du village de Montcourt-Fromonville. Plus largement, il se trouve dans le département de Seine-et-Marne, en région Île-de-France.

## Statut patrimonial et juridique
L’église fait l’objet d’une inscription au titre des monuments historiques par arrêté du 28 mai 1926, en tant que propriété de la commune.